# Dryobotodes nigrolinea
Dryobotodes nigrolinea là một loài bướm đêm trong họ Noctuidae.